# Lygia Fagundes Telles

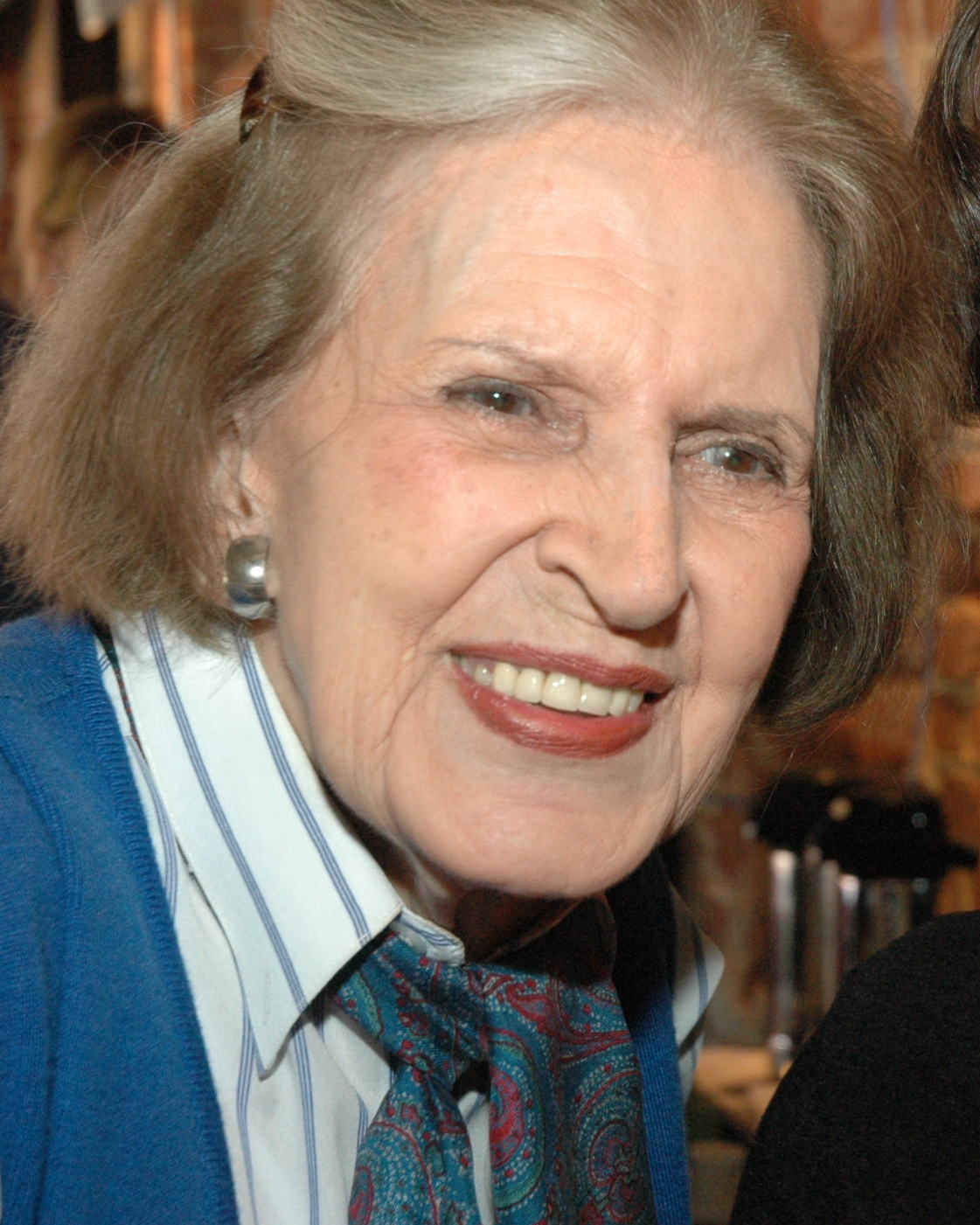
Lygia Fagundes Telles (2011)

Lygia Fagundes Telles, geboren als Lygia de Azevedo Fagundes (* 19. April 1918 in São Paulo, SP; † 3. April 2022 ebenda) war eine brasilianische Juristin, Journalistin und Schriftstellerin.

## Leben
Fagundes Telles, geboren als Lygia de Azevedo Fagundes, war die Tochter des Juristen Durval de Azevedo Fagundes und dessen Ehefrau Maria do Rosário Silva Jardim de Moura, einer Pianistin.
Zwischen 1940 und 1945 studierte Fagundes Rechtswissenschaften und schloss dieses Studium erfolgreich ab. Da sie aber als Frau keinerlei Möglichkeiten sah, als Juristin zu arbeiten, verdiente sie sich ihren Lebensunterhalt als Journalistin. Während ihres Studiums lernte sie den Juraprofessor Goffredo Carlos da Silva Telles kennen, und sie heirateten im Jahre 1947. Nur wenige Jahre später trennten sie sich wieder, und 1963 ehelichte sie den Filmkritiker Paulo Emílio Sales Gomes. Im Jahre 1964 kam ihr einziges Kind, der Sohn Goffredo da Silva Telles Neto, zur Welt.
Im Alter von zwanzig Jahren veröffentlichte sie 1938 einen Band von zwölf Kurzgeschichten unter dem Titel Porão e sobrado, der negatives Echo erfuhr und nie wieder aufgelegt wurde. 1954 erschien ihr erster Roman Ciranda de Pedra unter dem Namen Lygia Fagundes Telles, den sie für ihre weitere Karriere beibehielt, ebenso wie die Datierung ihres Geburtsdatums auf den 19. April 1923 (also fünf Jahre jünger). 1955 unternahm sie eine längere Reise nach und durch Frankreich und Italien. 1960 bereiste sie ebenfalls ausgiebig die Sowjetunion und die Volksrepublik China. In ihrem bekanntesten Roman As Meninas (1973) wird die Geschichte dreier junger Frauen in den 1970er Jahren unter der Militärdiktatur erzählt. 1976 unterzeichnete sie gemeinsam mit anderen das Manifest gegen die Diktatur (Manifesto dos Mil).
Lygia Fagundes Telles verstand sich als politisch engagierte Schriftstellerin, Sozialistin und Stimme der dritten Welt. Ab 1982 war sie Mitglied der Academia Paulista de Letras (Sitz 28). Neben Ana Maria Machado und Zélia Gattai wurde Fagundes Telles 1985 als dritte Frau überhaupt von der Academia Brasileira de Letras (Sitz 16) als Mitglied aufgenommen; 1987 erfolgte die Aufnahme als brasilianisches korrespondierendes Mitglied in die Academia das Ciências de Lisboa, die portugiesische Wissenschaftsakademie. Ihre Werke wurden in zahlreiche Sprachen übersetzt.
Als sie im April 2022 in São Paulo starb, sprach man zunächst von ihrem Tod im Alter von 98 Jahren. Wenig später berichtigten sich die Medien auf der Basis von Dokumenten, z. B. der Heiratsurkunde mit Goffredo Carlos da Silva Telles.

## Preise und Ehrungen
- 1966 – Prêmio Jabuti de Literatura
- 1969 – Grand Prix féminin de littérature étrangère, Cannes, für Antes do baile verde[7]
- 1972 – Prémio Guimarães Rosa
- 1973 – Prémio Henrique Maximiano Coelho Neto (Academia Brasileira de Letras)
- 1974 – Prêmio Jabuti de Literatura (Romance)
- 1980 – Prêmio Jabuti de Literatura
- 1989 – Prémio Pedro Nava
- 2005 – Prémio Camões
- 2008 – Prêmio Juca Pato

## Werke (Auswahl)
- As meninas, 1970, Nachdruck: Ed. Nova Fronteira, Rio de Janeiro 1985.[8]
  - deutsch: Mädchen am blauen Fenster. Roman, übersetzt von Gudrun Hohl, Verlag Volk & Welt, Berlin 1984.
- Mistérios, 1981.
  - deutsch: Die Struktur der Seifenblase. Unheimliche Erzählungen, übersetzt von Alfred Opitz, Suhrkamp, Frankfurt/M. 1983, ISBN 3-518-37432-X (Phantastische Bibliothek; 105).
- As horas nudas, 1984.
  - deutsch: Nackte Stunden. Roman, übersetzt von Mechthild Blumberg, Rütten & Loening, Berlin 1994, ISBN 3-352-00482-X.
- Antes do baile verde, Ed. Livros do Brasil, Lissabon, ca. 1985.
- A noite escura e mais eu, Erzählungen, Ed. Nova Fronteira, Rio de Janeiro 1995, ISBN 85-209-0690-7.

Die darin enthaltene Erzählung Papoulas em feltre negro.
- - deutsch: Mohnblumen auf schwarzem Filz, übersetzt von Guy Ferse, im Sammelband Mohnblumen auf schwarzem Filz. Autorinnen aus vier Kontinenten, Regina Keil und Tobias Brücker (Hrsg.), Unionsverlag, Zürich 1998, ISBN 3-293-20108-3.
- Capitu. Paulo Emílio Sales Gomes. CosacNaify, São Paulo, S.P., Brasilien 2008, ISBN 978-85-7503715-7.